# Murs-et-Gélignieux
Murs-et-Gélignieux är en kommun i departementet Ain i regionen Auvergne-Rhône-Alpes i östra Frankrike. Kommunen ligger  i kantonen Belley som ligger i arrondissementet Belley. Kommunens areal är 6,46 km². År 2022 hade Murs-et-Gélignieux 239 invånare.

## Befolkningsutveckling
Antalet invånare i kommunen Murs-et-Gélignieux
Referens: INSEE